# Kościół św. Michała Archanioła w Czempiniu
Kościół Świętego Michała Archanioła w Czempiniu – rzymskokatolicki kościół parafialny w mieście Czempiń. Mieści się przy ulicy Kościelnej.

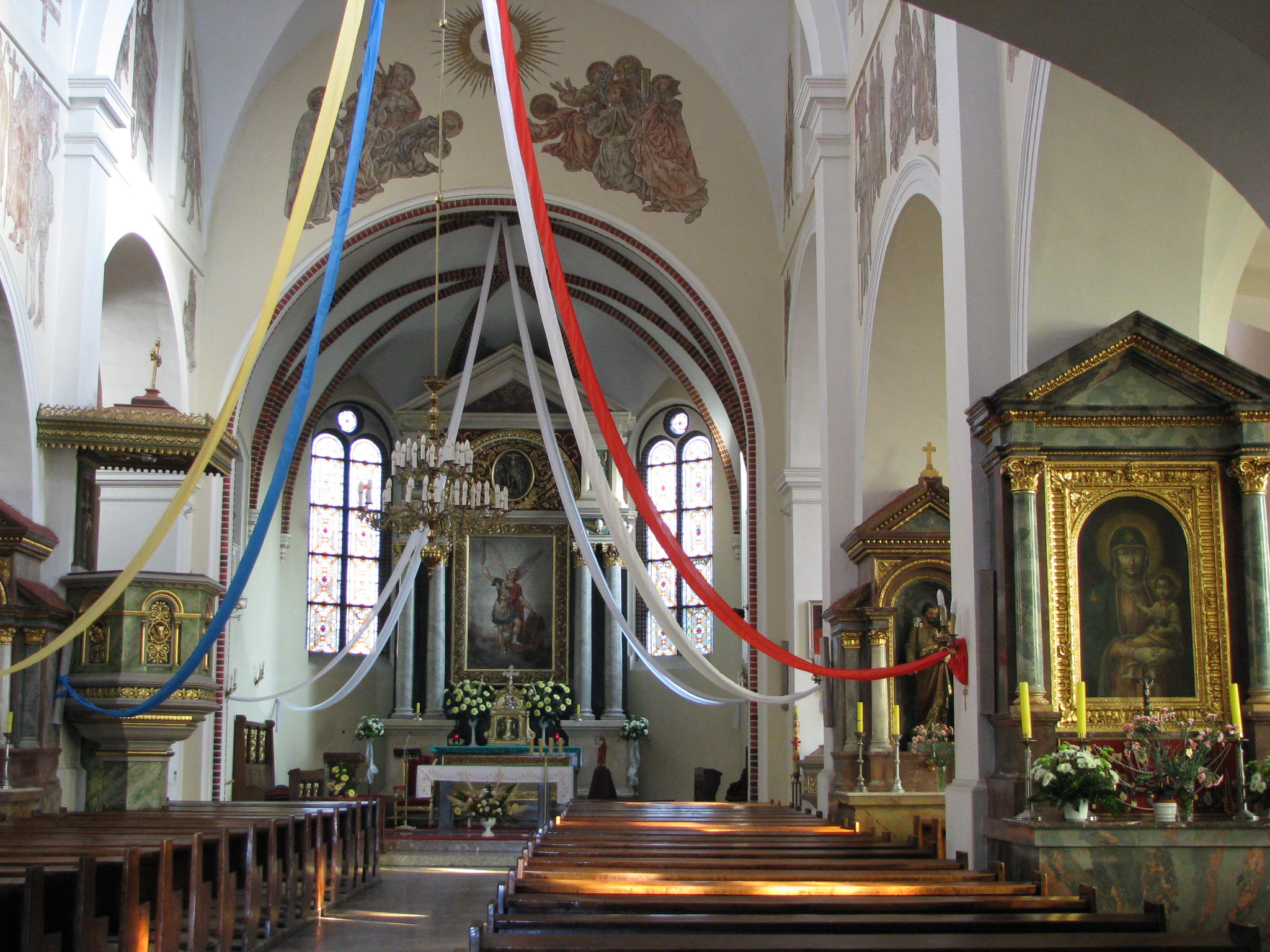
Wnętrze świątyni

Świątynia została wybudowana w latach 1895–1899 w stylu neoromańskim, konsekrowany w dniu 29 września 1901 przez biskupa pomocniczego gnieźnieńskiego Antoniego Andrzejewicza. Kościół trzynawowy, posiadający transept oraz siedem ołtarzy. We jego wnętrzu znajdują się: obraz św. Michała Archanioła z 1887 roku, gotycka figura Madonny z 1 połowy XV wieku, drewniana polichromowana oraz obraz Matki Bożej Pocieszenia z siedemnastego stulecia.